# La verità in cimento
La verità in cimento est un opéra d'Antonio Vivaldi sur un livret de Giovanni Palazzi. Cet opéra fut créé à l'automne 1720, au Teatro Sant'Angelo de Venise. Il ne connut qu'une seule série de représentations et est assez méconnu, même si des airs à succès ont été repris dans des opéras d'autres compositeurs comme Leonardo Leo ou Domenico Sarro, ou de Vivaldi lui-même dans Il Giustino
Redécouvert par Jean-Christophe Spinosi à la tête de l'ensemble Matheus, il fut représenté sur une tournée de 25 dates en 2002 (coproduite par l'Arcal). Un coffret regroupant plusieurs opéras de Vivaldi est produit par les Éditions Naïve.
Le numéro du Catalogue Ryom de cette œuvre est le RV 739.

## L'intrigue
Mamoud, sultan de Cambaja, a deux enfants. Melindo, fils de Rustena (femme de Mamoud) et Selim, fils de Damira (la favorite du sultan). L’héritier légitime du sultan est donc Melindo. Roxane, héritière du sultanat de Joghe, ennemi de Cambaja, doit épouser Melindo afin d'assurer la paix entre les deux pays. Cependant, avant le mariage, Mamoud décide de révéler que Melindo n'est pas le fils de Rustena mais bien de Damira et Selim, le fils de Rustena. Damira, qui avait participé à l'élaboration de ce mensonge, met en doute la parole de Mamoud, afin de faire monter son fils, Melindo, sur le trône. Rustena, abusée par les paroles de Damira, soutient Melindo.
Roxane, qui est amoureuse de Melindo et qui devait l'épouser, se voit forcée de se marier avec Selim. Melindo, qui voit sa place prise par son demi-frère, crie à l'injustice, Roxane pleure son amour pour Melindo, Rustena et Damira tentent de faire changer le sultan d'avis et Selim, lui, ne sait plus quoi faire, tiraillé entre l'amour qu'il porte à son frère, celui qu'il porte à Roxane et le trône. C'est cependant Selim qui apporte le dénouement à l'histoire. Il propose en effet de partager le pouvoir avec Melindo et de le laisser épouser Roxane, puisqu'elle l'aime.